# Kleinvenediger
Kleinvenediger är ett berg i Österrike.   Det ligger i distriktet Lienz och förbundslandet Tyrolen, i den centrala delen av landet, 300 km väster om huvudstaden Wien. Toppen på Kleinvenediger är 3 467 meter över havet, eller 64 meter över den omgivande terrängen.
Den högsta punkten i närheten är Großvenediger, 3 662 meter över havet, 1,3 km sydväst om Kleinvenediger. Runt Kleinvenediger är det ganska glesbefolkat, med 26 invånare per kvadratkilometer.. Närmaste större samhälle är Matrei in Osttirol, 18,5 km sydost om Kleinvenediger.